# UAE President’s Cup
Der UAE President’s Cup ist ein seit 1974 ausgetragener Fußball-Pokalwettbewerb für Vereine der Vereinigten Arabischen Emirate. Erster Sieger wurde al-Ahli Club. Rekordsieger ist der Fusionsklub Shabab Al-Ahli Dubai FC mit vierzehn Pokalgewinnen.

## Endspiele
| Jahr    | Sieger                    | Ergebnis(se)            | Finalist           |
| ------- | ------------------------- | ----------------------- | ------------------ |
| 1974/75 | al-Ahli Club              | 2:0                     | al-Nasr SC         |
| 1975/76 |                           | nicht beendet           |                    |
| 1976/77 | al-Ahli Club              | ?                       | al-Shabab Al Arabi |
| 1977/78 |                           | nicht beendet           |                    |
| 1978/79 | al-Schardscha             | 1:1 n. V. (3:0 i. E.)   | al-Ain Club        |
| 1979/80 | al-Schardscha             | 1:0                     | al-Nasr SC         |
| 1980/81 | al-Shabab Al Arabi        | 3:1                     | al-Ain Club        |
| 1981/82 | al-Schardscha             | 2:0                     | al-Sha'ab          |
| 1982/83 | al-Schardscha             | 2:0                     | al-Wasl            |
| 1983/84 | Adschman Club             | 4:1                     | al-Nasr SC         |
| 1984/85 | al-Nasr SC                | 3:0                     | al-Shabab Al Arabi |
| 1985/86 | al-Nasr SC                | 2:1                     | al-Wasl            |
| 1986/87 | al-Wasl                   | 2:0                     | al-Khaleej         |
| 1987/88 | al-Ahli Club              | 3:2                     | al-Shabab Al Arabi |
| 1988/89 | al-Nasr SC                | 1:0                     | al-Wahda           |
| 1989/90 | al-Shabab Al Arabi        | 2:1                     | al-Ain Club        |
| 1990/91 | al-Schardscha             | 3:0                     | al-Wasl            |
| 1991/92 | Baniyas SC                | 2:1 n. V.               | al-Nasr SC         |
| 1992/93 | al-Shabab Al Arabi        | 2:1                     | al-Wasl            |
| 1993/94 | al-Shabab Al Arabi        | 1:0                     | al-Ain Club        |
| 1994/95 | al-Shabab Al Arabi        | 0:0 n. V. (5:4 i. E.)   | al-Ain Club        |
| 1995/96 | al-Ahli                   | 4:1                     | al-Wahda           |
| 1996/97 | al-Shabab Al Arabi        | 1:1 n. V. (5:4 i. E.)   | al-Nasr SC         |
| 1997/98 | al-Schardscha             | 3:2 n.GG                | al-Wasl            |
| 1998/99 | al-Ain Club               | 1:0 n.GG                | al-Shabab Al Arabi |
| 1999/00 | al-Wahda                  | 1:1 n.GG 8:7 i. E.      | al-Wasl            |
| 2000/01 | al-Ain Club               | 3:2                     | al-Shabab Al Arabi |
| 2001/02 | al-Ahli                   | 3:1                     | al-Jazira Club     |
| 2002/03 | al-Schardscha             | 1:1 n.GG 6:5 i. E.      | al-Wahda           |
| 2003/04 | al-Ahli                   | 2:1                     | al-Sha'ab          |
| 2004/05 | al-Ain Club               | 3:1 n. V.               | al-Wahda           |
| 2005/06 | al-Ain Club               | 2:1                     | al-Schardscha      |
| 2006/07 | al-Wasl                   | 4:1                     | al-Ain Club        |
| 2007/08 | al-Ahli                   | 2:0                     | al-Wasl            |
| 2008/09 | al-Ain Club               | 1:0                     | al-Sha'ab          |
| 2009/10 | Emirates Club             | 3:1                     | al-Sha'ab          |
| 2010/11 | al-Jazira Club            | 4:0                     | al-Wahda           |
| 2011/12 | al-Jazira Club            | 3:1                     | Baniyas SC         |
| 2012/13 | al-Ahli                   | 4:3                     | al-Shabab Al Arabi |
| 2013/14 | al-Ain Club               | 1:0                     | al-Ahli            |
| 2014/15 | al-Nasr SC                | 1:1 n. V. (3:0 i. E.)   | al-Ahli            |
| 2015/16 | al-Jazira Club            | 1:1 (7:6 i. E.)         | al Ain Club        |
| 2016/17 | al-Wahda                  | 3:0                     | al-Nasr SC         |
| 2017/18 | al-Ain Club               | 2:1                     | al-Wasl            |
| 2018/19 | Shabab Al-Ahli Dubai FC   | 2:1                     | al-Dhafra          |
| 2019/20 |                           | abgebrochen *           |                    |
| 2020/21 | Shabab Al-Ahli Dubai FC   | 2:1                     | al-Nasr SC         |
| 2021/22 | al-Schardscha             | 1:0                     | al-Wahda           |
| 2022/23 | al-Schardscha             | 1:1 n. V. (14:13 i. E.) | al Ain Club        |
| 2023/24 | al-Wasl                   | 4:0                     | al-Nasr SC         |
| 2024/25 | Shabab Al Ahli Dubai Club | 2:1                     | Sharjah FC         |

## Siegerliste
| No. | Verein                  | Anzahl | Siegerjahre |
| --- | ----------------------- | ------ | --- |
| 1   | Shabab Al-Ahli Dubai FC | 15     | 1974/75, 1976/77, 1980/81, 1987/88, 1989/90, 1993/94, 1995/96, 1996/97, 2001/02, 2003/04, 2007/08, 2012/13, 2018/19, 2020/21, 2024/25 |
| 2   | al-Schardscha           | 10     | 1978/79, 1979/80, 1981/82, 1982/83, 1990/91, 1994/95, 1997/98, 2002/03, 2021/22, 2022/23                                              |
| 3   | al-Ain Club             | 7      | 1998/99, 2000/01, 2004/05, 2005/06, 2008/09, 2013/14, 2017/18                                                                         |
| 4   | al-Nasr SC              | 4      | 1984/85, 1985/86, 1988/89, 2014/15 |
| 5   | al-Jazira Club          | 3      | 2010/11, 2011/12, 2015/16 |
| 6   | al-Wasl                 | 3      | 1986/87, 2006/07 2023/24 |
| 7   | al-Wahda                | 2      | 1999/00, 2016/17 |
| 8   | al-Sha'ab               | 1      | 1992/93 |
| 9   | Baniyas SC              | 1      | 1991/92 |
| 10  | Adschman Club           | 1      | 1983/84 |
| 11  | Emirates Club           | 1      | 2009/10 |

- 2017 fusionierten al-Ahli (8 Titel), al-Shabab Al Arabi (4 Titel) und Dubai SC zum Shabab Al-Ahli Dubai FC.